# Bistum Goya
Das Bistum Goya (lat.: Dioecesis Goyanensis, span.: Diócesis de Goya) ist eine in Argentinien gelegene römisch-katholische Diözese mit Sitz in Goya.

## Geschichte
Das Bistum Goya wurde am 10. April 1961 durch Papst Johannes XXIII. mit der Päpstlichen Bulle Quotiens amplo aus Gebietsabtretungen des Erzbistums Corrientes errichtet und diesem als Suffraganbistum unterstellt. Am 3. Juli 1979 gab das Bistum Goya Teile seines Territoriums zur Gründung des Bistums Santo Tomé ab.

## Bischöfe von Goya
- Alberto Devoto, 1961–1984
- Luis Teodorico Stöckler, 1985–2002, dann Bischof von Quilmes
- Ricardo Oscar Faifer, 2002–2015
- Adolfo Ramón Canecín, seit 2015